# Ella Holmegård
Ella Greta Holmegård, née le 28 septembre 2000 à Göteborg, est une coureuse cycliste suédoise spécialiste de VTT cross-country eliminator.

## Biographie
Ella Holmegård pratique le VTT avec le Mölndal Cycling Club. En 2017, elle devient championne de Suède de cross-country eliminator, à seulement 16 ans. Quelques mois plus tard, elle démontre son talent au niveau international avec une cinquième place lors de sa première participation à une manche de Coupe du monde. En fin de saison, elle est vice-championne du monde de cross-country eliminator alors qu'elle vient de fêter ses 17 ans. L'année suivante, elle remporte de nouveau les championnats de Suède et décroche trois podiums en Coupe du monde, ce qui lui permet de prendre la deuxième place du classement général. 
En 2019, elle décroche ses premières victoires en Coupe du monde à Valkenswaard et Graz, terminant à nouveau deuxième au classement général. Après que la compétition ait été restreinte en 2020 en raison de la pandémie de covid-19, Holmegård obtient plusieurs podiums en Coupe du monde au cours des deux années suivantes. Aux championnats du monde de 2022, elle décroche sa deuxième médaille après celle de 2017 avec une médaille de bronze. 
En 2023, elle fait une pause dans sa carrière sportive.

## Palmarès en VTT

### Championnats du monde
- Chengdu 2017
  -  Médaillée d'argent du cross-country eliminator
- Chengdu 2018
  - 6e du cross-country eliminator
- Barcelone 2022
  -  Médaillée de bronze du cross-country eliminator

### Coupe du monde
- Coupe du monde de cross-country eliminator
  - 2018 : 2e du classement général
  - 2019 : 2e du classement général, vainqueur de 2 manches
  - 2021 : 5e du classement général
  - 2022 : 6e du classement général
  - 2023 : 26e du classement général

### Championnats de Suède
- 2017
  -  Championne de Suède de cross-country eliminator
- 2018
  -  Championne de Suède de cross-country eliminator
- 2019
  -  Championne de Suède de cross-country eliminator
- 2022
  -  Championne de Suède de cross-country eliminator